# Ferrovie dello Stato Italiane
Ferrovie dello Stato Italiane (abbreviato FS o, più raramente, FF.SS.), fino al 21 giugno 2011  solo Ferrovie dello Stato, è una società a controllo pubblico italiana che opera sia nel settore del trasporto ferroviario sia in quello del trasporto pubblico locale, nonché in quello delle merci; il tutto è gestito da società partecipate quali Trenitalia o Mercitalia Rail. La società, che assume la veste di holding, è un'impresa pubblica in forma di società per azioni.
Il gruppo nacque nel 1905 in seguito alla statalizzazione di numerose linee ferroviarie italiane inglobate nell'Azienda autonoma delle Ferrovie dello Stato e poste sotto la direzione del Ministero dei lavori pubblici, anche se nel 1945 l'azienda passò sotto il controllo del Ministero dei trasporti. Il 1º gennaio 1986 l'azienda fu trasformata in ente pubblico economico, poi nel 1992 in società per azioni, con unico azionista il Ministero dell'economia e delle finanze (MEF), assumendo la qualificazione giuridica di organismo di diritto pubblico, in quanto sussistono i requisiti di cui all'art. 3, comma 1, lettera d del Decreto Legislativo 50/2016.
Tuttora l'azienda, capogruppo delle "società operative" del Gruppo FS, è direttamente controllata dal MEF. Ai sensi dell’art. 2, lett. b)del d.lgs. 158/1995 e così come novellato dal d.lgs. 50/2016, nonché come confermato dalla sentenza 5007 del 24 settembre 2001 della sezione VI del Consiglio di Stato, la S.p.A. "Ferrovie dello Stato Italiane", è qualificabile come impresa pubblica. Tale qualifica si estende alle società operative della holding, definibili, sempre secondo la sentenza in esame, quali “promanazione organizzativa infragruppo”.
Nel rapporto fra la holding e le "società operative" da essa controllate e, in particolar modo, nell'ambito dell'affidamento degli appalti indetti dalle società controllate dalla S.p.A. "Ferrovie dello Stato Italiane", secondo quanto stabilito dallo stesso Consiglio di Stato si ravvisa, in seno alle sue società controllate, un mero assetto organizzativo "interno" di FSI S.p.A., la cui impresa collegata (o controllata) va considerata una sua sostanziale alter ego. Le società del gruppo FS (a.e. Italferr, RFI, Trenitalia, Ferservizi) sono qualificabili quali imprese pubbliche. Inoltre, come chiarito dalla giurisprudenza amministrativa, per l’affidamento di contratti pubblici estranei alle finalità istituzionali, la società deve applicare la disciplina ordinaria quale amministrazione “aggiudicatrice” ex art. 3, comma 1, lett. a) del Codice dei contratti, nella forma dell’organismo di diritto pubblico. Anche le società del Gruppo con socio unico soggette alla direzione e coordinamento di FSI S.p.A., in quanto deputate alla progettazione, manutenzione e realizzazione di infrastrutture e conduzione di sistemi di trasporto ferroviari convenzionali e ad alta velocità devono essere, a loro volta, qualificate sia come impresa pubblica, sia come soggetto privato che si avvale di diritti speciali o esclusivi per l’esercizio dell’attività ferroviaria.
Il 24 maggio 2011 le Ferrovie dello Stato diventarono Ferrovie dello Stato Italiane S.p.A.

## Storia

### La nascita
Istituite originariamente come Azienda autonoma delle Ferrovie dello Stato, furono poste sotto la direzione del Ministero dei lavori pubblici dal I governo Fortis con la legge 22 aprile 1905, n. 137, con la quale lo Stato si assunse a totale carico la proprietà e l'esercizio della maggior parte delle linee ferroviarie nazionali, fino a quel momento in mano a imprese private. Una prima struttura organizzativa fu determinata con il regio decreto 15 giugno 1905, n. 259, e quindi riordinata con legge 7 luglio 1907, n. 429.
Per i primi due anni operò un comitato d'amministrazione presieduto dal direttore generale Riccardo Bianchi. Le cariche di presidente del comitato di amministrazione e di direttore generale coincisero, mentre il consiglio di amministrazione, composto da otto membri, iniziò a funzionare solo nel 1907. La sua struttura rimase sostanzialmente inalterata fino al regio decreto-legge 2 febbraio 1920, n. 130, con il quale il consiglio di amministrazione passò da otto a sedici membri, cinque dei quali erano rappresentanti del personale dell'azienda. Fu stabilito che il presidente fosse nominato dal governo e la carica di direttore generale fu trasformata in quella di amministratore generale. All'interno del consiglio di amministrazione venne istituito un comitato per trattare la normale amministrazione.
Al 1 giugno 1912 le FS possedevano 5.021 locomotive a vapore, 151 automotrici, 10.037 carrozze, 3.371 bagagliai e 92.990 carri.

### Durante il ventennio fascista
Con l'avvento del fascismo vi furono ulteriori cambiamenti, in accordo con la politica di accentramento riorganizzativo dell'amministrazione. Alla fine del 1922 il consiglio di amministrazione fu sciolto e la carica di amministratore generale soppressa. Un successivo regio decreto del 4 gennaio 1923 portò alla nomina del commissario straordinario, Edoardo Torre, le cui deliberazioni coprono il periodo fino al 30 aprile 1924. Il 1º maggio 1924, con la legge n. 596, fu istituito il ministero delle comunicazioni, comprendente ferrovie, poste e telegrafi e marina mercantile, a capo del quale venne posto Costanzo Ciano. A seguito di ciò, Torre venne destituito. Con il successivo regio decreto n. 863 del 22 maggio 1924 fu ricostituito il consiglio di amministrazione (ma solo con funzioni consultive e sotto la presidenza del ministro delle comunicazioni), che venne formato da dieci membri e senza rappresentanti del personale; venne anche ripristinata la carica di direttore generale.
Dopo l'8 settembre 1943, essendo l'Italia divisa, si procedette alla separazione territoriale e amministrativa della rete ferroviaria. Furono create due direzioni: a Salerno per le zone occupate dagli Alleati e a Verona per la Repubblica Sociale, con un'organizzazione molto simile a quella originaria.
All'inizio del 1944 fu sospesa, in via provvisoria, la normativa relativa al funzionamento del consiglio di amministrazione e il ministro delle comunicazioni assunse anche le funzioni di direttore generale. A fine anno venne operata la scissione del Ministero delle comunicazioni tra Ministero dei trasporti, comprendente anche la Direzione generale delle Ferrovie dello Stato, e Ministero delle poste e delle telecomunicazioni. Il 20 agosto 1945 venne ricomposto il consiglio di amministrazione, costituito da dodici membri, ripristinandone le attribuzioni anteguerra; la rinata azienda ferroviaria venne denominata Azienda Autonoma delle Ferrovie dello Stato.

### Dal dopoguerra al 1985
Il dopoguerra fu uno dei periodi più difficili della storia delle FS, che dovettero affrontare il problema della ricostruzione della rete, distrutta in gran parte del paese; uno sforzo senza precedenti che già nel 1952 si poteva dire concluso. Incominciava una nuova fase, quella dello svecchiamento del parco rotabile, rimasto indenne, ma insufficiente e in gran parte obsoleto; occorreva progettare nuovi rotabili da costruire per le nuove esigenze del traffico ferroviario in costante aumento. Nel 1953 la Breda consegnò i due elettrotreni ETR 300 Settebello e i derivati ETR 250 Arlecchino, destinati a essere i fiori all'occhiello delle rinate ferrovie e a riproporre e innovare i servizi rapidi e di lusso. Continuavano intanto le elettrificazioni a corrente continua (la Milano-Venezia nel 1957, la Milano-Torino nel 1961), con cui il "vapore" abbandonava così la rete fondamentale. Iniziò l'epoca dei raddoppi, il più emblematico dei quali fu quello della Tirrenica meridionale, di ben 360 km. Mentre si progettava la nuova Direttissima Firenze-Roma entravano in funzione servizi di prestigio, come il Treno Azzurro e i servizi Trans Europ Express.
Nel 1957 le FS svilupparono un'automotrice doppia, la Aln 442/448, costruita dalla Breda in 9 esemplari. A essa furono affidati tutti i treni TEE interessanti l'Italia, attivati tra l'estate 1957 e la successiva: il Ligure, tra Milano e Marsiglia via Ventimiglia (7.15 ore al posto delle 12 dei servizi precedenti), il Mediolanum, tra Milano e Monaco via Brennero (7 ore invece di 11), il Lemano, tra Milano e Ginevra via Sempione (4.10 ore invece di 6.20), e il Moncenisio, tra Milano e Lione via Frejus (5.50 ore invece di 10).
Si procedette a più riprese anche all'ammodernamento degli ETR 200 e alla costruzione di un gran numero di automotrici, sia elettriche, come le ALe 883 e ALe 840, che diesel, come le ALn 772, realizzate in ben 223 esemplari dal 1940 al 1957, che si diffusero ovunque cessando il servizio solo nel 1986, seguite da ALn 880 e ALn 990 e in seguito da Aln 773.
La vera innovazione tuttavia arrivò nel 1956, quando alla Fiera di Milano fu presentata la prima ALn 668, un'automotrice semplice ma robusta, capostipite di un tipo unificato che ha portato le Aln 668 a costituire oltre i tre quarti del parco di automotrici diesel FS, viaggiando su linee secondarie e su linee principali ed effettuando anche servizi di categoria superiore (espressi).
Nel settore elettrico l'apice della modernizzazione venne rappresentato dalle veloci e confortevoli ALe 601, da cui derivarono anche le versioni, per traffico locale, ALe 801 e ALe 803, ancor oggi in servizio nella flotta regionale.
Nell'ambito della nazionalizzazione dell'energia elettrica, con il decreto presidenziale del 22 maggio 1963, l'Enel (che allora aveva appena un anno di vita) incamerò le centrali elettriche delle Fs (tra cui quelle di Bressanone sull'Isarco, rio Pusteria, Monastero sull'Adda, Bardonecchia, Suviana, Larderello), impegnandosi, in cambio, a fornire a Fs l'elettricità a prezzo convenzionato.
Gli anni settanta portarono alla nascita dei rotabili elettronici, i cui capostipite furono i treni GAI e le loro derivazioni, ALe 724, ALe 582 e ALe 642 per l'effettuazioni di servizio metropolitano e regionale, e alle carrozze specializzate per il traffico pendolare, come le carrozze a piano ribassato e quelle a due piani. Anche nelle attività del trasporto delle merci ci furono novità, con l'introduzione dei nuovi carri Hibs per le merci confezionate su pallets, dei carri Tads a tramoggia per le merci caricate alla rinfusa e degli Sgs per i containers. Allo stesso tempo i "Consulenti della Clientela per il traffico merci" (cfr. Bibliografia) affiancarono gli operatori interessati per far loro ottenere il più proficuo utilizzo dei nuovi vagoni.
Pur se con molto ritardo rispetto alle altre grandi Aziende pubbliche (cfr Bibliografia: R. Prodi), anche le Ferrovie dello Stato iniziarono l'informatizzazione tecnica del controllo delle carrozze passeggeri e dei vagoni merci, servendosi del sistema "Controllo Centralizzato Rotabili". Fu così che il personale addetto fu in grado di conoscere in tempo reale lo stato fisico, la collocazione e la consistenza quantitativa di tutti i mezzi ferroviari di trasporto, italiani e stranieri, presenti in Italia.
Furono anche gli anni in cui si concretizzarono i primi programmi di alta velocità in Italia con la costruzione di locomotive come le E.444 e di un prototipo di treno a pendolamento attivo, l'ETR 401.
Insieme ad altri nuovi raddoppi, si iniziò a costruire la prima linea ad alta velocità italiana, la Direttissima Firenze-Roma. La prima tratta fu inaugurata nel 1977, ma l'opera fu conclusa nel 1992. Nel 1986, per la prima volta, i treni vennero autorizzati a viaggiarvi a 200 km/h, superando quel limite di 180 km/h vigente fino ad allora anche sulle tratte più veloci della rete FS, come la Roma-Napoli. Due anni più tardi, con l'orario estivo 1988, gli ETR 450 (primo Pendolino in servizio regolare a 250 km/h) collocarono i servizi Milano-Roma al secondo posto in Europa per velocità massima, dopo i TGV francesi, che in quegli anni viaggiavano a 270 km/h.
Si svilupparono e trasformarono i servizi di punta per i viaggiatori, con l'introduzione dei treni InterCity e dei Trans Europ Express (TEE, oggi EuroCity) per quello che riguarda i servizi internazionali; negli anni novanta venne introdotto il nuovo servizio di punta delle ferrovie italiane, l'Eurostar Italia.
Nel 1982 il vecchio logo venne sostituito da quello detto "a losanga" o "a foglia", che rimase tale fino al 1994, quando venne nuovamente cambiato in seguito all'adozione delle livree XMPR.
L'azienda ferroviaria, nella sua struttura amministrativa, rimase sostanzialmente invariata fino al 31 dicembre 1985. Dal 1º gennaio dell'anno seguente, in applicazione della legge 17 maggio 1985, n. 210, dopo 80 anni di vita cessò la vecchia Azienda Autonoma delle FS e prese vita il nuovo ente pubblico economico "Ferrovie dello Stato"

### Trasformazioni societarie dagli anni 1990 a oggi
Il periodo tra 1986 e il 1992 fu per le FS uno tra i più difficili della loro storia, date le profonde trasformazioni strutturali e organizzative che implicarono una riduzione del personale a meno della metà e la creazione di nuove divisioni e società controllate, nonché riassegnazioni di personale e mezzi. Nel 1992 nacque Ferrovie dello Stato - Società di Trasporti e Servizi per azioni, anche in conseguenza delle direttive europee che prevedevano lo scorporo del settore gestione dal settore infrastruttura. Il processo di ristrutturazione portò poi, il 15 dicembre 2000, alla trasformazione dell'impresa in Ferrovie dello Stato Holding S.r.l..
All'interno di Ferrovie dello Stato S.p.A., il 7 giugno 2000 si costituì Trenitalia S.p.A. (già Italiana Trasporti Ferroviari S.p.A.), alla quale fu affidato il trasporto di merci e di passeggeri. Il 9 aprile 2001 fu costituita Rete Ferroviaria Italiana S.p.A., che ebbe l'incarico di occuparsi della rete e delle stazioni, sempre per il perseguimento delle direttive europee citate poc'anzi.
Infine, il 13 luglio 2001 Ferrovie dello Stato Holding S.r.l. divenne Ferrovie dello Stato S.p.A.
L'8 dicembre 2010 il Gruppo Ferrovie dello Stato acquisì Arriva Deutschland (diventato poi Netinera), terzo operatore privato europeo nel settore del servizio viaggiatori. L'offerta delle Ferrovie dello Stato, secondo alcune indiscrezioni di stampa, fu di circa 140 milioni di euro, battendo la francese Veolia Transport.
In una nota il Gruppo FS affermò che con l'acquisizione di Arriva Deutschland si sarebbe consolidato il posizionamento internazionale, quale terzo operatore ferroviario europeo, delle Ferrovie dello Stato, con l'obiettivo di ampliare la propria presenza nel mercato tedesco ed europeo.
Il 22 giugno 2011, nel corso della presentazione del piano industriale, fu annunciato il cambio della denominazione in Ferrovie dello Stato Italiane S.p.A.
Secondo i dati Mediobanca del 2015, il gruppo è la quinta azienda italiana per dipendenti e la tredicesima per fatturato.

### L'acquisizione delle FSE e la nascita del Polo Mercitalia
Nel luglio 2016, a seguito di persistenti problemi di natura finanziaria, l'assemblea dei soci delle FSE, il cui socio unico era il Ministero delle infrastrutture e dei trasporti, ha deliberato la cessione della totalità delle azioni a Ferrovie dello Stato Italiane S.p.A.
Nel 2017 viene fondata la società Mercitalia Logistics, capogruppo operativa del nuovo Polo Mercitalia, con il compito di risanare e rilanciare il business delle merci del Gruppo FS, attività fortemente in perdita, e permettere di sviluppare soluzioni integrate di trasporto e logistica attraverso l'uso della rete ferroviaria.
All'interno del Polo Mercitalia vengono riunite le varie aziende del gruppo dedicate al trasporto merci, razionalizzando così le attività. Le società trasferite sotto questo raggruppamento sono: Mercitalia Rail, TX Logistik, Mercitalia Intermodal, Mercitalia Transport & Services, Mercitalia Shunting & Terminal, Mercitalia Maintenance e TERALP.

### L'ingresso di Anas e la nascita di FS Technology e FS International
Il 18 gennaio 2018 l'intero pacchetto azionario di Anas è stato trasferito dal Ministero dell'economia e delle finanze a Ferrovie dello Stato Italiane.
Nello stesso anno il Ministro delle infrastrutture e dei trasporti Danilo Toninelli e il Ministro dell'Economia e delle Finanze Giovanni Tria hanno disposto la decadenza del consiglio d'amministrazione di Ferrovie dello Stato presieduto da Gioia Ghezzi, con amministratore delegato Renato Mazzoncini.
Il 30 luglio 2018 l'Assemblea degli azionisti ha nominato il nuovo consiglio di amministrazione della società, con Gianluigi Vittorio Castelli alla carica di Presidente e Gianfranco Battisti in qualità di amministratore delegato.
Nel corso del 2019 la struttura societaria del gruppo ha registrato due ulteriori operazioni di riorganizzazione. La nascita di FS Technology, che raggruppa tutti i rami tecnologici e digitali delle altre società del Gruppo, e la costituzione di FS International, che coordina invece le società, le strutture e le attività di sviluppo internazionale.

### FS durante la pandemia di COVID-19
Nel 2020, a causa dell'emergenza coronavirus, è nato il Treno Sanitario, composto da alcune carrozze UIC-X dismesse dai servizi viaggiatori a lunga percorrenza, modificate e convertite in carrozze ospedale ex "barellate" per espletare attività legate al trasporto di degenti e materiale sanitario. Molte di queste sono state dotate di letti e su tutte sono stati oscurati i finestrini con pannelli bianchi. Per distinguerle da quelle adibite ai servizi viaggiatori rivestono un'inedita livrea bianca, simile a quella nuova degli Intercity Giorno, ma con l'aggiunta di strisce rosse e verdi sulle fiancate per simboleggiare i colori della bandiera italiana, con il simbolo internazionale di soccorso su entrambe le fiancate a lato delle porte. Questa piccola flotta, allestita nelle officine Trenitalia di Voghera, grazie al contributo di Ferrovie dello Stato, Protezione civile e Azienda regionale emergenza urgenza (Areu), rimarrà a disposizione anche superata la pandemia per scopi emergenziali ed umanitari, essendo equipaggiate di strumentazioni mediche di pronto soccorso.
Fra le iniziative proposte da FS per fronteggiare l'emergenza vi è stata anche la riconversione di un'officina per la produzione di mascherine chirurgiche e la somministrazione di vaccini presso la stazione di Roma Termini, effettuata dagli operatori della Croce Rossa Italiana.
La pandemia ha provocato ingenti danni economici all'economia italiana a causa delle limitazioni dei paesi stranieri ai viaggi in Italia e dal blocco nazionale imposto dal governo l'8 marzo.
Anche il sistema ferroviario ha avuto pesanti ripercussioni economiche portando le varie società del gruppo a ingenti perdite economiche.

### La riorganizzazione societaria in 4 poli di business
A maggio 2022 la struttura societaria è stata riorganizzata secondo quattro poli di business.
Il Polo Infrastrutture, che ha il compito di sviluppare sinergie tra la rete ferroviaria e quella stradale, rispettivamente gestite da Rete Ferroviaria Italiana e Anas.
I Poli Passeggeri e Logistica, che sono invece dedicati alla gestione e allo sviluppo delle attività di trasporto sia su ferro che su gomma. Ne fanno parte società quali Trenitalia, Ferrovie del Sud Est e Busitalia, che si collocano sotto il primo, e quelle dell’ex Polo Mercitalia, facenti parte del secondo.
Infine il Polo Urbano, che si occupa della gestione e riqualificazione degli immobili, è composto da Sistemi Urbani, FS Park, GS Immobiliare e Crew.
Il 21 febbraio 2023 l'AD del gruppo FS presenta la società FS Security, società nata dalla fusione dei rami d'azienda "protezione Aziendale" di RFI e Trenitalia, la nuova società ha il compito di garantire la sicurezza all'interno delle aree ferroviarie.
Il 24 luglio 2023 l'AD del gruppo FS presenta la società FS Treni Turistici Italiani, che si occuperà dei servizi ferroviari turistici nella penisola Italiana.
Il 20 marzo 2024 l'AD del gruppo FS presenta la società FS PARK, gestore unico della sosta per il Gruppo FS Italiane. La società raccoglie l'eredità di Metropark, ed è collocata sotto il Polo Urbano.
Il 12 dicembre 2024 viene presentanto dall'AD il nuovo Piano Industriale 2025-2029 del Gruppo FS

### nuovo assetto organizzativo con cinque Business Unit
A seguito dell'adozione del Piano Strategico 2025-2029, il Gruppo Ferrovie dello Stato Italiane ha introdotto un nuovo assetto organizzativo con cinque Business Unit principali, ciascuna guidata da una Società Capofila.
- Business Unit Infrastrutture - Ferrovie: guidata da Rete Ferroviaria Italiana S.p.A. (RFI), focalizzata sulla gestione e sullo sviluppo dell'infrastruttura ferroviaria nazionale.
- Business Unit Infrastrutture - Strade: guidata da ANAS S.p.A., focalizzata sulla gestione e manutenzione della rete stradale e autostradale italiana.
- Business Unit Trasporto - Merci: guidata da FS Logistix, focalizzata sul trasporto merci e sulla logistica integrata.
- Business Unit Trasporto - Internazionale Passeggeri: guidata da FS International S.p.A., focalizzata sui servizi di trasporto passeggeri su scala internazionale.
- Business Unit Trasporto - Passeggeri: guidata da Trenitalia S.p.A., focalizzata sui servizi di trasporto passeggeri a livello nazionale.

Le altre società del Gruppo faranno capo direttamente a FS Holding.
Il 26 maggio 2025 viene presentata la società FS Logistix, erede di Mercitalia Logistics, andando a ridisegnare la Business Unit Trasporto - Merci del Gruppo FS.
Il 29 luglio 2025 viene presentata la nuova società FS Energy interamente dedicata allo sviluppo e alla gestione delle attività energetiche del Gruppo, con l'obiettivo di rendere più sostenibile ed efficiente l'approvvigionamento energetico e accelerare il percorso di decarbonizzazione del Paese.

## Traghettamento

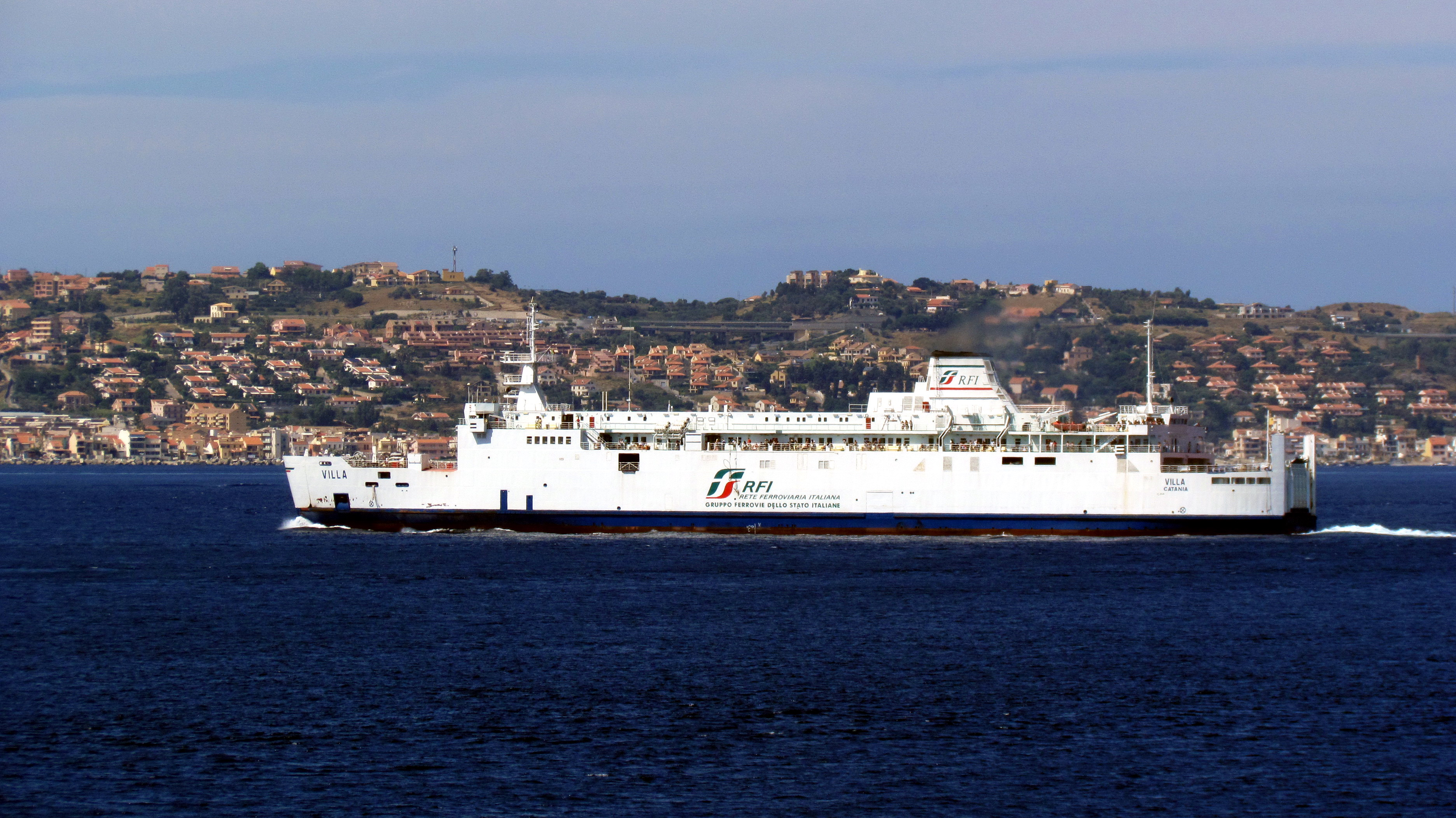
Il traghetto FS Villa durante il suo servizio nello Stretto di Messina

Le Ferrovie dello Stato Italiane possiedono e operano un servizio di traghetti per treni ferroviari che collegano il continente con la Sicilia attraversando lo stretto di Messina. Effettuano servizi di InterCity, InterCityNotte e di merci per mezzo delle navi traghetto. Il traghettamento fu gestito dalle FS dal 1905 al 2001, poi passò alla Bluvia dal 2002 al 2013. Dal 2013, in ottemperanza alle direttive Europee che impongono la separazione fra i servizi di interesse generale (come il traghettamento delle carrozze ferroviarie e dei carri merci) e i servizi aperti al mercato di libera concorrenza, la componente di Bluvia relativa al traghettamento dei mezzi gommati e dei passeggeri nello Stretto di Messina venne trasferita alla nuova società Bluferries.
In seguito a questa scissione, RFI dismise il marchio Bluvia e dal 2013 utilizzò direttamente il proprio marchio per i servizi di traghettamento ferroviario nello stretto di Messina.
Nell'agosto 2018 è nata la società Blu Jet, entrata in attività il 1º maggio 2019. La nuova società è nata dalla scissione del ramo d'azienda di Bluferries; il suo compito è quello del trasporto nello Stretto di Messina dei passeggeri con mezzi veloci.
Alla società Bluferries rimane il compito del traghettamento dei passeggeri e dei mezzi gommati nello Stretto di Messina mediante navi traghetto bidirezionali adibite al solo trasporto di mezzi gommati e passeggeri.
Fino al 2009 era presente un servizio di traghetti per il solo trasporto merci, attivato nel 1961 per collegare il continente alla Sardegna tra Civitavecchia e Golfo Aranci. Dal 2010, dopo la sospensione del servizio regolare, è attivo un servizio di traghettamento "a chiamata" dagli scali di Messina Marittima e Villa San Giovanni Mare.

## Dati sul servizio
Il gruppo Ferrovie dello Stato Italiane S.p.A. nel 2021 presentava un organico complessivo di 81 906 dipendenti e gestiva 16832 km di rete ferroviaria.
| Principali dati operativi (aggiornati al 31 dicembre 2020) | Principali dati operativi (aggiornati al 31 dicembre 2020) |
| --- | ---------------------------------------------------------- |
| Lunghezza della rete ferroviaria (km) | 16.832                                                     |
| Trasporto passeggeri |                                                            |
| Treni-km viaggiatori media lunga percorrenza (milioni) Somma dei chilometri percorsi da tutti i treni a media e lunga percorrenza                                                                 | 44.045                                                     |
| Treni-km viaggiatori trasporto regionale (milioni) Somma dei chilometri percorsi da tutti i treni del trasporto regionale                                                                         | 199.032                                                    |
| Viaggiatori km su ferro: numero di viaggiatori moltiplicato per i chilometri percorsi (milioni) Somma dei chilometri effettivamente percorsi dalla totalità dei passeggeri della rete ferroviaria | 21.522                                                     |
| Trasporto merci |                                                            |
| Tonnellate km su ferro: prodotto delle tonnellate utili trasportate per i chilometri percorsi (milioni) Somma dei chilometri effettivamente percorsi dalle tonnellate di merci trasportate        | 21.880                                                     |

### Dati di bilancio
Quella che segue è la tabella di comparazione dei dati finanziari consolidati del gruppo FS Italiane.
| Anno | Risultato netto di esercizio (in milioni di €) | Margine Operativo lordo EBITDA (in milioni di €) | Risultato operativo EBIT (in milioni di €) | Patrimonio netto consolidato (in miliardi di €) | Dipendenti gruppo (unità) |
| ---- | ---------------------------------------------- | ------------------------------------------------ | ------------------------------------------ | ----------------------------------------------- | ------------------------- |
| 2024 | (-208)                                         | 2.242                                            | 343                                        | 41.562                                          | 96 335                    |
| 2023 | 100                                            | 2.228                                            | 338                                        | 41.900                                          | 92.446                    |
| 2022 | 202                                            | 2.212                                            | 262                                        | 41.873                                          | 85.361                    |
| 2021 | 193                                            | 1.888                                            | 193                                        | 41.385                                          | 81.906                    |
| 2020 | -562                                           | 1.633                                            | -278                                       | 41.247                                          | 81.409                    |
| 2019 | 593                                            | 2.609                                            | 829                                        | 41.842                                          | 83.764                    |
| 2018 | 559                                            | 2.476                                            | 714                                        | 41.697                                          | 82.944                    |
| 2017 | 552                                            | 2.313                                            | 718                                        | 38.630                                          | 74.436                    |
| 2016 | 772                                            | 2.293                                            | 892                                        | 38.412                                          | 70.180                    |
| 2015 | 464                                            | 1.975                                            | 644                                        | 37.836                                          | 69.002                    |
| 2014 | 303                                            | 2.113                                            | 659                                        | 37.318                                          | 69.115                    |
| 2013 | 460                                            | 2.030                                            | 818                                        | 37.154                                          | 69.425                    |
| 2012 | 381                                            | 1.918                                            | 719                                        | 36.401                                          | 71.930                    |
| 2011 | 285                                            | 1.804                                            | 664                                        | 36.423                                          | 73.616                    |
| 2010 | 129                                            | 1.660                                            | 508                                        | 36.177                                          | 80.153                    |
| 2009 | 44                                             | 966                                              | 143                                        | 36.244                                          | 84.963                    |
| 2008 | 16                                             | 1.035                                            | 106                                        | 36.210                                          | 89.431                    |
| 2007 | 409                                            | 463                                              | 575                                        | 36.016                                          | 93.573                    |
| 2006 | -2.115                                         | 650                                              | 1.354                                      | 36.322                                          | 98.002                    |
| 2005 | 465                                            | 128                                              | 374                                        | 38.539                                          | 97.599                    |
| 2004 | 125                                            | 560                                              | 4                                          | 35.998                                          | 99.305                    |
| 2003 | 31                                             | 642                                              | 0                                          | 33.465                                          | 100.784                   |

## Le attività internazionali
Il Gruppo Ferrovie dello Stato svolge numerose attività internazionali soprattutto nel campo dei servizi di ingegneria ferroviaria, all'assistenza tecnica a Ministeri e Agenzie Governative.

### Europa
- In Francia il Gruppo Ferrovie dello Stato tramite la controllata Trenitalia, possiede il 100% di Trenitalia France. Obiettivo della società è quello di espandersi nei servizi ad alta velocità in Europa. Dal 2021 opera direttamente, come prima compagnia straniera nello stato francese, sulla linea Milano - Parigi con gli ETR 1000, con fermate a Torino Porta Susa, Modane, Chambery e Lyon Part Dieu. È prevista inoltre la fermata di Bardonecchia sul Frecciarossa da Milano della mattina e da Parigi nel pomeriggio.
- In Germania il Gruppo FS possiede Netinera, la seconda impresa ferroviaria privata dopo Veolia Verkehr. Sempre nel paese tedesco Trenitalia (una controllata del Gruppo FS) ha comprato l'impresa ferroviaria TX Logistik che opera nel trasporto merci a lunga percorrenza.[84]

Tra le nuove iniziative, spicca l'accordo preliminare per l'introduzione dei Frecciarossa tra l'Italia e la Germania entro la fine del 2026. Questa iniziativa prevede collegamenti diretti tra Milano e Monaco, nonché tra Roma e Monaco. Ulteriori sviluppi potrebbero includere estensioni del servizio verso altre destinazioni in Germania, aprendo così nuove prospettive per gli spostamenti transfrontalieri. L'accordo fa parte del progetto pilota Italia-Germania, presentato congiuntamente da Trenitalia e Deutsche Bahn e selezionato dalla Commissione Europea nell'ambito del Commission Action Plan finalizzato a sviluppare servizi crossborder di lunga percorrenza nell'ambito di una cooperazione a lungo termine.
- In Grecia il 18 gennaio 2017 ha finalizzato la trattativa per l'acquisizione da parte del Gruppo FS della società di trasporto ferroviario TrainOSE, il corrispettivo greco di Trenitalia[85].
- In Polonia, Trenitalia possiede per il 50% Pol-rail una società operante nel trasporto di merci su rotaia che negli ultimi anni si è espansa molto diventando una delle principali aziende del settore nel centro Europa. La crescita dell'azienda ha spinto gli azionisti a creare una società in Romania denominata Rom-Rail.[86]
- Nel Regno Unito il Gruppo Ferrovie dello Stato ha acquisito c2c, società ferroviaria britannica attraverso Trenitalia UK[87], e possiede al 30% Avanti West Coast, società ferroviaria che opera servizi ferroviari sulla West Coast Main Line, in joint venture con FirstGroup.
- In Repubblica Ceca, Grandi Stazioni si occupa della ristrutturazione e della valorizzazione delle stazioni di Praga, Karlovy Vary e Mariánské Lázně.[88]
- In Romania, Italferr sta fornendo i suoi servizi di ingegneria alle ferrovie rumene (Căile Ferate Române) occupandosi dell'ammodernamento del "Corridoio 4" nelle tratte: Brașov - Sighișoara (130 km), Sighișoara - Coșlariu (98 km), Coșlariu - Simeria (68 km), Predeal - Brașov (26 km) e Craiova - Calafat (107 km). Trenitalia invece sta aiutando le Căile Ferate Române a redigere i contratti di servizio con lo Stato.[89]
- In Serbia e Montenegro, Italferr insieme alla società di ingegneria ferroviaria Serba CIP, ha intrapreso uno studio per l'ammodernamento di oltre 450 km di linea ferroviaria, di cui 290 in Serbia e 165 in Montenegro. Le risorse sono state reperite da parte del Governo italiano tramite i fondi FAS, nell'ambito del "progetto pilota Mezzogiorno - Balcani". In particolare Italferr si sta occupando del tracciato ferroviario che collega la capitale Belgrado al porto di Antivari percorrendo un tracciato di 450 km.[90]
- In Serbia, Italferr e un'associazione temporanea di imprese stanno realizzando un sistema informatizzato (RMS – Railway Management System) per la gestione, la diagnosi e la manutenzione dell'infrastruttura ferroviaria.[90]

### Africa
- In Egitto, Italferr si è aggiudicata dal Ministero dei trasporti egiziano lo studio di prefattibilità di una linea ad Alta Velocità della lunghezza di circa 220 km per collegare Cairo e Alessandria. Inoltre sempre Italferr sta aiutando il difficile risanamento delle ferrovie egiziane.[32]
- In Algeria, Italferr è stata incaricata dal ministero dei trasporti algerino di riorganizzare l'intero settore ferroviario del Paese: le attività si concentrano soprattutto nella riforma del Gestore della Rete, nella costruzione di nuove linee e nell'ammodernamento di quelle esistenti.[91]
- In Marocco, il Gruppo FS collabora con le ferrovie locali nella programmazione degli investimenti per la modernizzazione della rete e aiuta a formare il personale sia tecnico che amministrativo.[32]
- In Libia, il Gruppo FS ha firmato un accordo di cooperazione con le Ferrovie libiche per lo sviluppo dell'infrastruttura e dell'impresa ferroviaria.[32]

### Asia
- In Turchia, il Gruppo FS fornisce supporti tecnici e ingegneristici alle ferrovie turche (Türkiye Cumhuriyeti Develet Demiryollari) per lo sviluppo delle infrastrutture ferroviarie nel Paese e svolge le analisi di mercato nel settore delle merci per la progettazione di due impianti di manutenzione per i treni alta velocità. FS ha anche collaborato per la realizzazione della ferrovia ad alta velocità Istanbul–Ankara.[92]
- In Siria, Italferr sta lavorando a uno studio di fattibilità per il potenziamento infrastrutturale e tecnologico della linea Aleppo – Damasco, principale asse ferroviario della Siria.[93]
- In Iraq, il Gruppo FS è stato incaricato di redigere il Piano nazionale dei trasporti.[89]
- In India, Grandi Stazioni insieme a Tata Group, ha vinto la gara per la ristrutturazione della stazione di Nuova Delhi.[94]
- In Kazakistan, il Gruppo FS insieme ad Ansaldo STS, ha firmato un memorandum d'intesa sulla ristrutturazione delle ferrovie kazake.[95]

### America del Sud
- In Venezuela, Italferr sta lavorando per la progettazione di nuove linee ferroviarie destinate prevalentemente al servizio merci.[96]
- In Uruguay, FS collabora nella ristrutturazione della rete e del materiale rotabile.[97]

## Loghi

### Storia dei loghi
Negli anni cinquanta le Ferrovie dello Stato contrassegnano con dei monogrammi gli elementi di arredo dei propri mezzi, come ad esempio i lavabi. Nel 1958 si ha la prima versione sperimentale di un vero e proprio logo delle FS applicato su una locomotiva: è costituito da un monogramma in alluminio su fondo cassa grigio perla.
Negli anni sessanta il logo aziendale viene collocato sulle locomotive come un fregio frontale in alluminio, di colore verde magnolia su fondo cassa grigio nebbia e modanatura in alluminio. Nel 1970 il logo si trasforma per l'alta velocità e risulta composto da un fregio frontale in alluminio su fondo cassa grigio perla. Questo logo viene introdotto già nel 1965 con le carrozze tipo X (carrozze viaggiatori) e utilizzato poi per tutte le pubblicazioni aziendali tra il 1965 e il 1982. Per la sua forma, il logo viene detto anche "a televisore".
Negli anni ottanta il logo delle Ferrovie dello Stato viene nuovamente modificato e introdotto per la prima volta nel 1982 sulle carrozze UIC-X. Il logo, detto anche "a losanga", viene utilizzato per tutte le pubblicazioni aziendali dal 1982 al 1994.
Alla fine del 1994 le Ferrovie dello Stato adottano una nuova identità societaria che coinvolge anche il logo, che cambia profondamente rispetto al passato. Il nuovo logo segue lo schema di colori XMPR, già adottato dal gruppo per le livree dei nuovi rotabili. Il logo subisce un leggero ridisegno nel 1999; non vi sono più gli spigoli, ma la forma principale e i colori sono gli stessi.
Nel 2007 le Ferrovie dello Stato, attraverso il loro sito web, annunciano di voler modificare il loro logo, e chiedono ai visitatori online di partecipare a un sondaggio, dove si chiede di scegliere quale è stato, nella storia nel gruppo, il logo che più ha riscontrato i favori del pubblico: quello prescelto sarà poi alla base di partenza per la creazione del nuovo marchio. Il prescelto risulta essere quello del 1994 e così nella primavera del 2008 viene finalmente presentato al pubblico il nuovo logo: il marchio mantiene la forma originale, ma ora non adotta più i colori XMPR, bensì quelli della bandiera italiana. Inoltre ora la "S" è maggiormente accentuata. Dopo un'assemblea straordinaria del gruppo FS, tenutasi il 24 maggio 2011, l'azienda ha aggiunto la denominazione "Italiane" alla ragione sociale originaria. Di conseguenza le Ferrovie dello Stato hanno aggiunto il nuovo aggettivo al logo del 2007.

Il monogramma utilizzato sui lavabi delle ALe 840 (1950)
Versione sperimentale applicata sulla E.646.001 (1958)
Logo applicato sulle E.646 di 2ª serie (1961)
Il logo apparso sulle ALe 601 (1960), sulle E.444 (1967) e sugli ETR 220 (1970)
Logo dal 1965 al 1982
Logo dal 1982 al 1994
Logo dal 1994 al 1999
Logo dal 1999 al 2007
Logo dal 2007 al 2011
Logo attuale dal 2011

## Evoluzione organizzativa
L'assetto organizzativo di Ferrovie dello Stato è cambiato molte volte durante il suo secolo di attività

### 1905-1985
Dal 1905 al 1986 risultava suddiviso in dieci servizi:
- Servizio Movimento, che si occupava della circolazione dei treni e quanto a essa connesso;
- Servizio Commerciale e del traffico, che curava la parte commerciale, quanto riguardava le merci e la loro movimentazione;
- Servizio Materiale e Trazione, che si occupava di locomotive, rotabili speciali e verifica;
- Servizio Lavori e costruzioni, che curava la manutenzione e la costruzione di infrastrutture di linea;
- Servizio Impianti elettrici, che si occupava di tutti gli impianti elettrici in genere e di quelli di trazione;
- Servizio Personale, per la gestione del personale ferroviario;
- Servizio Sanitario per il controllo dell'idoneità, dell'efficienza fisica e della prevenzione;
- Servizio Ragioneria, per la gestione e il controllo economico;
- Servizio Approvvigionamenti, per la cura delle scorte dei materiali di consumo, manutenzione e ricambio;
- Servizio Affari generali, riguardanti le relazioni interne ed esterne.

### 1986-1988
Nel 1986 vennero istituiti i seguenti dipartimenti:
- Dipartimento Produzione
- Dipartimento Promozione e vendita
- Dipartimento Potenziamento e sviluppo
- Dipartimento Organizzazione
- Dipartimento Finanza e patrimonio
- Dipartimento Controllo di gestione

### 1989-1993
Dal 1989 l'organizzazione verteva sulle seguenti divisioni:
- Divisione Esercizio
- Divisione Passeggeri
- Divisione Trasporto Locale
- Divisione Patrimonio
- Divisione Navigazione
- Divisione Informatica
- Divisione Tecnologie e Sviluppo di Sistema
- Divisione Costruzioni

### 1993-1996
Dal 1993, venne riorganizzata nelle seguenti aree:
- Area Rete
- Area Trasporto
- Area Merci
- Area Ingegneria e Costruzioni
- Area Stazioni

### 1996-1999
Nel 1996 l'organizzazione fu ripartita in Aree Strategiche d'Affari (ASA):
- Area Strategica d'Affari Rete
- Area Strategica d'Affari Servizi di Ingegneria
- Area Strategica d'Affari Materiale Rotabile e Trazione
- Area Strategica d'Affari Passeggeri
- Area Strategica d'Affari Trasporto Metropolitano e Regionale
- Area Strategica d'Affari Logistica Integrata
- Area Strategica d'Affari Attività Immobiliare

### 1999-2000
Nel 1999 ritornarono le seguenti divisioni:
- Divisione Passeggeri
- Divisione Trasporto Regionale
- Divisione Cargo
- Divisione Infrastruttura

Divisione Passeggeri, Divisione Trasporto Regionale e Divisione Cargo diventeranno Trenitalia e Divisione Infrastruttura costituirà Rete Ferroviaria Italiana.

## Informazioni societarie

### Dati legali e iscrizioni
- Denominazione: Ferrovie dello Stato Italiane S.p.A.
- Sede legale: piazza della Croce Rossa 1 - 00161 Roma
- Codice fiscale e partita IVA: 06359501001
- Azionista unico: Ministero dell'economia e delle finanze

### Management dal 1989

#### Presidenti
- Lorenzo Necci (1989-1996)
- Giancarlo Cimoli (1996-1998)
- Claudio Dematté (1998-2001)
- Giancarlo Cimoli (2001-2004)
- Elio Catania (2004-2006)
- Innocenzo Cipolletta (2006-2010)
- Lamberto Cardia (2010-2014)
- Marcello Messori (2014-2015)
- Gioia Ghezzi (2015-2018)
- Gianluigi Vittorio Castelli (2018-2021)
- Nicoletta Giadrossi (dal 2021-2024)[100]
- Tommaso Tanzilli (dal 2024)[1]

#### Amministratori delegati
- Lorenzo Necci (1989-1996)
- Giancarlo Cimoli (1996-2004)
- Elio Catania (2004-2006)
- Mauro Moretti (2006-2014)
- Michele Mario Elia (2014-2015)
- Renato Mazzoncini (2015-2018)
- Gianfranco Battisti (2018-2021)
- Luigi Ferraris (2021-2024)[100]
- Stefano Donnarumma (dal 2024)[1]

### Società del Gruppo
Ferrovie dello Stato Italiane S.p.A. è la capogruppo che detiene le partecipazioni delle seguenti società (ne è indicato anche il controllo in termini di percentuale sul capitale sociale):
- Rete Ferroviaria Italiana, gestore dell'infrastruttura ferroviaria nazionale (binari, manutenzione) e del traghettamento dei convogli ferroviari nello stretto di Messina, partecipata al 100%. Dal 16 luglio 2018 è stata fusa per incorporazione al suo interno la società Centostazioni, che ha l'obiettivo di gestire e riqualificare 103 stazioni ferroviarie di medie dimensioni
  - Grandi Stazioni Rail, controllata al 100% da RFI
  - Blu Jet, controllata al 100% da RFI
  - Terminali Italia, controllata al 100% da RFI
  - Infrarail Firenze, controllata al 100% da RFI
  - Bluferries, controllata al 100% da RFI
  - Quadrante Europa terminal Gate, controllata al 50% da RFI
  - Tunnel Ferroviario del Brennero, controllata al 89,9% da RFI
- Trenitalia, società che gestisce il trasporto dei passeggeri, partecipata al 100%
  - Trenitalia UK, società inglese che gestisce il trasporto dei passeggeri, controllata al 100% da Trenitalia 
    - Trenitalia c2c Limited, società controllata al 100% da Trenitalia UK[101][102]
    - First Trenitalia West Coast, società controllata da Trenitalia UK (30%) e FirstGroup (70%)[103]

  - Netinera Deutschland (ex Arriva Deutschland), impresa ferroviaria privata operante in Germania, è stata comprata dal Gruppo Ferrovie dello Stato nel dicembre 2010, controllata al 100% da Trenitalia;
  - Trenitalia France (già Thello), società che effettua servizio passeggeri tra Italia e Francia, controllata al 100% da Trenitalia[104];
  - Intermodalidad de Levante (ILSA), operatore privato per l’alta velocità in Spagna, controllata al 45% da Trenitalia;
  - Trenitalia Tper, controllata al 74% da Trenitalia;
  - Hellenic Train, controllata al 100% da Trenitalia;
  - Trenord, controllata al 50% da Trenitalia;
  - Iryo, controllata al 45% da Trenitalia e dal 55% della compagnia aerea Air Nostrum.
- Mercitalia Logistics (ex FS Logistica), società che gestisce il trasporto delle merci, partecipata al 100%[105]
  - Mercitalia Rail, controllata al 100% da Mercitalia Logistics
  - Mercitalia Shunting & Terminal, controllata al 100% da Mercitalia Logistics
  - Mercitalia Intermodal, controllata al 53,3% da Mercitalia Logistics
  - Terminal Alptransit, controllata al 58% da Mercitalia Logistics
  - TX Logistik, partecipata al 100% da Mercitalia Logistics
- Italferr, società di ingegneria ferroviaria che si occupa di progettazione e direzione lavori per nuovi appalti, partecipata al 100%
  - Infrastructure Engineering Service, controllata al 100% da Italferr
  - Sws & Italferr Adi Ortakligi, controllata al 50% da Italferr
  - Italferr Altinok Ort, controllata al 50,1% da Italferr
  - Cremonesi Workshop, controllata al 80% da Italferr
- Ferservizi, "centro servizi" del gruppo, partecipata al 100%
- FS Sistemi Urbani, partecipata al 100%
  - Metropark, controllata al 100% da FS Sistemi Urbani
- Fercredit, società di servizi finanziari del Gruppo, partecipata al 100%
- Grandi Stazioni Immobiliare, società che gestisce le 14 principali stazioni ferroviarie, partecipata al 60%
- Busitalia Sita Nord (ex SITA), società responsabile dei servizi di trasporto pubblico locale in diverse città italiane e che effettua anche gli autoservizi sostituivi per contro di Trenitalia, partecipata al 100%. Ha anche acquistato il 100% di Umbria Mobilità, società responsabile del trasporto pubblico locale umbro e gestore della Ferrovia Centrale Umbra
  - ATAF Gestioni, controllata al 70% da Busitalia Sita Nord
  - Busitalia Rail Services, controllata al 100% da Busitalia Sita Nord
  - Busitalia Veneto, controllata al 78,8% da Busitalia Sita Nord
  - Busitalia Campania, controllata al 100% da Busitalia Sita Nord
  - SAVIT, controllata al 100% da Busitalia Sita Nord
  - Qbuzz, controllata al 100% da Busitalia Sita Nord
  - Qbuzz Mobility Service, controllata al 100% da Busitalia Sita Nord
- Anas, partecipata al 100%[25]
  - Anas Concessioni Autostradali, controllata al 100% da Anas
  - Concessioni Autostradali Venete, controllata al 50% da Anas
  - Concessioni Autostradali Lombarde, controllata al 50% da Anas
  - Autostrade del Lazio, controllata al 50% da Anas
  - Autostrada Asti-Cuneo, controllata al 35% da Anas
  - Quadrilatero Marche Umbria, controllata al 92,4% da Anas
  - Società Italiana per il Traforo Autostradale del Frejus (SITAF), controllata al 31,7% da Anas
  - Società Italiana per il Traforo del Monte Bianco (SITMB), controllata al 32,1% da Anas
  - Anas International Enterprise, controllata al 100% da Anas
- Ferrovie del Sud Est, nota anche FSE, società a responsabilità limitata operante nel campo dei trasporti ferroviari e automobilistici, partecipata al 100% dal gruppo Ferrovie dello Stato Italiane. La società opera in qualità sia di gestore dell'infrastruttura sia di impresa ferroviaria, garantendo collegamenti in Puglia, nelle città e nei territori limitrofi di Bari, Taranto, Brindisi e Lecce. Con oltre 470 km di infrastruttura gestita di linee ferroviarie nelle quattro province meridionali della Puglia, Ferrovie del Sud-Est è il secondo gestore in Italia di strade ferrate per chilometraggio, dopo RFI.
- Gruppo FNM, partecipata al 14,7%
- Italcertifer, partecipata al 55,7%
- FS Technology, partecipata al 100%
- FSI Saudi Arabia for Land Transport, partecipata al 100%
- FS International, partecipata al 100%[106]
  - FS Italian Railways USA, partecipata al 100% da FS International
  - FS ITALIAN RAILWAYS SAUDI ARABIA partecipata al 100% da FS International
  - FS ITALIAN RAILWAYS THAILAND partecipata al 100% da FS International
- TELT, partecipata al 50%
- Metro 5, partecipata al 36,7%
- FS Security, partecipata al 100%[107]

## Onorificenze
- Oscar di Bilancio 2011: sezione imprese non quotate.[109]
Il premio è gestito dalla Federazione Relazioni Pubbliche Italiana (FERPI), sotto l'alto patronato del presidente della Repubblica.

### Ferrovieri insigniti di onorificenze
Medaglia d'oro al valor civile
- Silver Sirotti (1949-1974)

## Musei
- Museo nazionale ferroviario di Pietrarsa (Napoli)
- Museo ferroviario di Trieste Campo Marzio, (Trieste)
- Museo storico delle Ferrovie dello Stato e delle tramvie (Forlì)